# Adiantum imbricatum
Adiantum imbricatum är en kantbräkenväxtart som beskrevs av Tryon. Adiantum imbricatum ingår i släktet Adiantum och familjen Pteridaceae. Inga underarter finns listade.